# Sjöstorp (naturreservat)
Sjöstorp är ett naturreservat i Borgholms kommun i Kalmar län.
Området är naturskyddat sedan 1998 och är 52 hektar stort. Reservatet består av ett agkärr med omgivande barr- och blandskog. 